# Mariusz Klimczyk
Mariusz Klimczyk (* 16. September 1956 in Bydgoszcz) ist ein ehemaliger polnischer Leichtathlet, der sich auf den Stabhochsprung spezialisiert hat.

## Sportliche Laufbahn
Erste internationale Erfahrungen sammelte Mariusz Klimczyk vermutlich im Jahr 1975, als er bei den Junioreneuropameisterschaften in Athen mit übersprungenen 4,80 m den vierten Platz belegte. Im Jahr darauf gelangte er bei den Halleneuropameisterschaften in München mit 4,90 m auf Rang elf und 1977 gewann er bei den Halleneuropameisterschaften in Donostia / San Sebastián mit 5,20 m die Bronzemedaille hinter seinem Landsmann Władysław Kozakiewicz und dem Finnen Antti Kalliomäki. Im Jahr darauf brachte er bei den Europameisterschaften in Prag im Finale keinen gültigen Versuch zustande und 1979 belegte er bei den Halleneuropameisterschaften in Wien mit 5,40 m den sechsten Platz. Im Jahr darauf belegte er bei den Halleneuropameisterschaften in Sindelfingen mit 5,40 m den achten Platz und im Sommer gelangte er bei den Olympischen Sommerspielen in Moskau mit 5,55 m im Finale auf Rang sechs. 1981 belegte er bei den Halleneuropameisterschaften in Grenoble mit 5,55 m den fünften Platz und 1984 gelangte er bei den Halleneuropameisterschaften in Göteborg mit 5,40 m auf Rang sieben. Im Jahr darauf belegte er bei den Hallenweltspielen in Paris mit 5,50 m den siebten Platz, ehe er bei den Halleneuropameisterschaften in Piräus mit 5,30 m 15. wurde. Daraufhin trat er nicht mehr international in Erscheinung.
1986 wurde Klimczyk polnischer Meister im Stabhochsprung im Freien sowie 1982 und 1985 in der Halle.